# La Chapelle-Felcourt
La Chapelle-Felcourt är en kommun i departementet Marne i regionen Grand Est i nordöstra Frankrike. Kommunen ligger i kantonen Sainte-Menehould som tillhör arrondissementet Sainte-Menehould. År 2022 hade La Chapelle-Felcourt 45 invånare.

## Befolkningsutveckling
Antalet invånare i kommunen La Chapelle-Felcourt
| Referens: INSEE |